# Bičje
Bičje este o localitate din comuna Grosuplje, Slovenia, cu o populație de 81 de locuitori.